# ويليام سميث
ويليام سميث (بالإنجليزية: William Smith)‏ مبشّر مسيحي پروتستانتي إنگليزي.

## مؤلفاته
- طريق الأولياء. كتاب باللغة الأردوية، ذكره رحمة الله الهندي في كتابه إظهار الحق قائلاً عنه «كتب القسيس وليم اسمت من علماء پروتستنت كتاباً في لسان أردو، وطبعه في البلد مرزاپور من بلاد الهند في سنة 1848 من الميلاد، وسمّاه طريق الأولياء، وكتب فيه حال الأنبياء من آدم إلى يعقوب عليهم السلام ناقلاً عن سفر التكوين وتفاسيره المعتبرة عند علماء پروتستنت»،[1] وقد تكرّر ذكر هذا الكتاب في كتابات بعض المسلمين المعروفين في ساحة الجدل العقائدي بين الإسلام والمسيحيّة كالهندي المذكور، ومحمد جواد البلاغي،[2][3] وغيرهما.
- دين حق كا تحقيق. كتاب باللغة الأردوية، كتبه بالاشتراك مع چارلز ليوپولت (Charles Leupolt)، وهو في المقارنة بين الأديان الثلاثة؛ المسيحية والهندوسية والإسلام.[4]